# Скалистая гавань
«Скалистая гавань» (англ. Rock Haven) — фильм о сложностях первой любви, взрослении и примирении религиозных взглядов и личных чувств.

## Сюжет

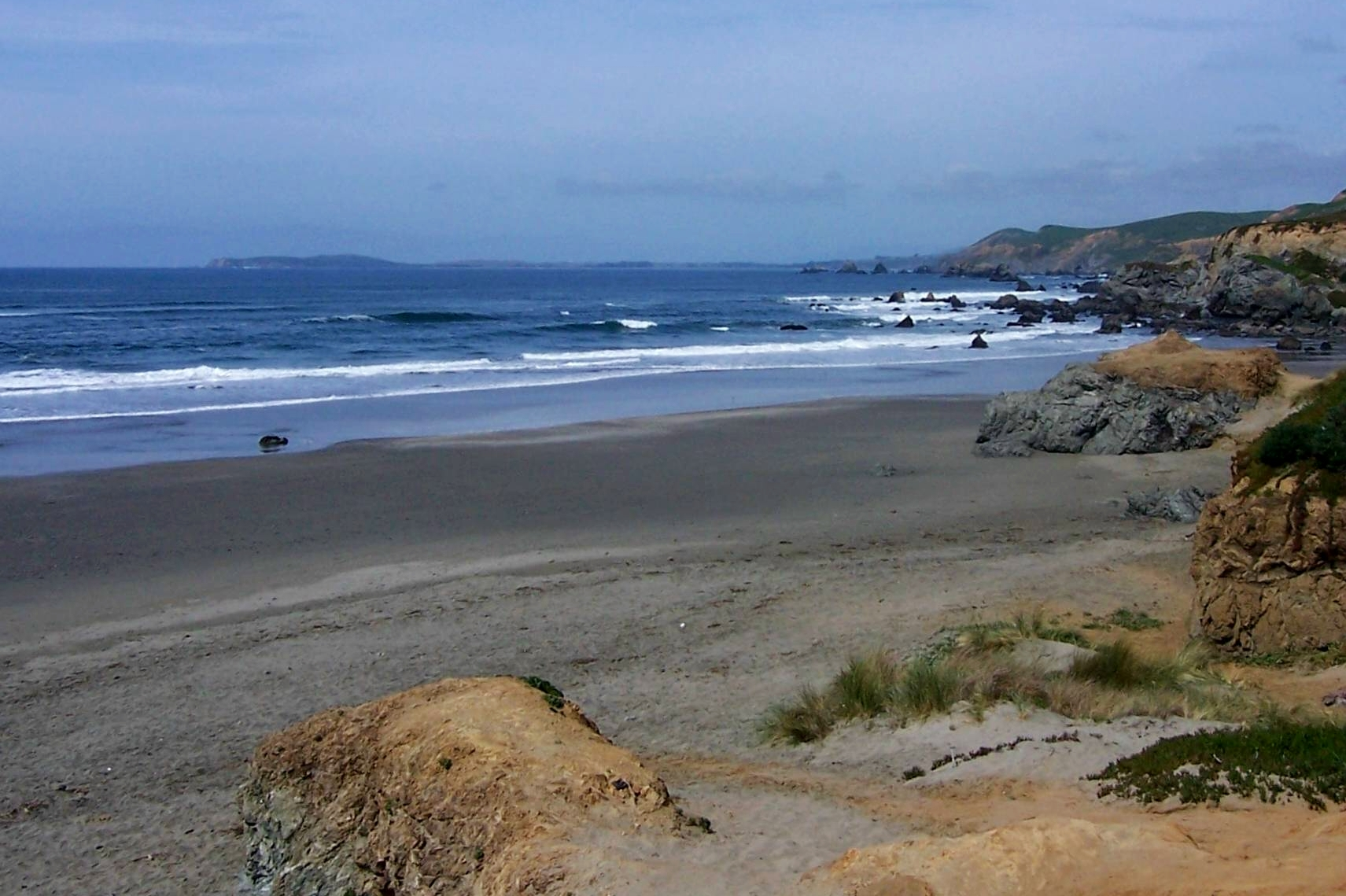
Примерный пейзаж реальных мест съёмки фильма

Брэди — молодой человек, которому исполнилось 18 лет, он живёт вместе с матерью в небольшом поселении на севере Калифорнии, недалеко от Сан-Франциско. Он скромный, несколько инфантильный и чрезвычайно набожный. Религия для его семьи имеет очень важное значение, в его доме большая часть интерьера обставлена предметами христианской тематики. В свободное время он помогает в местной церкви и готовится к поступлению в христианский колледж. Он любит приходить на местный пляж, на котором почти никогда никого нет, это место очень уединённое и окружено скалами, там он любит читать Библию и смотреть на закат солнца.
Однажды он встречает на пляже соседского парня — Клиффорда, он знакомится с ним, не осознавая, что причиной этого знакомства является скрытое влечение к нему. Клиффорд — открытый гей, но Брэди не видит этого, как и его мать, с которой он знакомит своего нового друга. Его мать — Марта, также набожная христианка, она пробует подружить своего сына с Пегги, молодой девушкой, тоже из христианской семьи, но Брэди совершенно не проявляет к ней никакого интереса. Позже Пегги понимает причину его странного поведения и поддерживает Брэди в его новых отношениях. Тем временем, в душе у Брэди обостряется внутренний конфликт между его религиозными убеждениями и осознанием его влечения к Клиффорду. Пытаясь продолжить отношения с ним, он дарит ему подарочное издание Библии, пытаясь через веру найти с ним общий язык.
Но тем не менее чувства берут своё, Брэди не выдерживает и целуется с Клиффордом. Он знакомится с его матерью — Энжи, которая всё знает про своего сына и всячески поддерживает его. Она беседует с Брэди, успокаивая его, что ничего не расскажет его матери и что ему нужно принять себя таким, какой он есть, и религия не мешает этому. Брэди прогуливает службу в церкви и решается на секс с Клиффордом, после чего окончательно понимает, кто он есть на самом деле. Он рассказывает об этом своей матери, и та убеждает его поехать в христианский лагерь для «лечения гомосексуализма», он решает порвать все отношения с Клиффордом и готовится к поездке. Клиффорд не выдерживает этого и планирует поехать к отцу в Барселону. Перед этим он передаёт через Пегги записку с просьбой о встречи в церкви. На встрече они прощаются, и Брэди дарит Клиффорду свой нательный крестик. Он просит его остаться, но Клиффорд уходит в слезах, сказав Брэди, что не сердится на него, и добавив: «Я думал, что твоя вера сильнее». После ухода Клиффорда Брэди разговаривает со священником и понимает, что религия не противоречит его чувствам. Он говорит матери, что никуда не поедет и что его уже ничто не изменит. В итоге они мирятся.

## В ролях
| Актёр             | Роль              |
| ----------------- | ----------------- |
| Шон Хогланд       | Брейди            |
| Оуэн Алабадо      | Клиффорд          |
| Лаура Джейн Коулз | Марти             |
| Кэтрин Хехт       | Энджи             |
| Эрин Дейли        | Пэгги             |
| Джонни Йоно       | Дуг               |
| Дэвид Льюис       | Преподобный Браун |